# Квіткоїд грушевий
Квіткоїд грушевий (Anthonomus pyri) — комаха з родини довгоносиків. Шкідник, пошкоджує грушу. Поширений у Криму.

## Опис
Жук завдовжки 4-5 міліметрів, коричнево-бурий, з прямою поперечною світлою смугою на надкрилах. Хоботок довгий, тонкий, загнутий. Личинка біла, з коричневою головою, завдовжки 5-6 міліметрів. Лялечка жовтувато-біла.

## Екологія
Яйця відкладає пізно восени, по одному в плодові бруньки груші. Одна самка відкладає близько 20 яєць. Яйця овальні, білі. Незабаром з них відроджуються личинки, які залишаються зимувати. Навесні личинки виїдають бруньки зсередини і в травні заляльковуються. Після цвітіння груші жуки нового покоління прогризають лусочку бруньки і виходять назовні. На літній період жуки ховаються під відсталу кору дерев та в інші місця, де перебувають до осені, потім виходять і відкладають яйця.